# Montfaucon-Montigné
Montfaucon-Montigné – miejscowość i dawna gmina we Francji, w regionie Kraj Loary, w departamencie Maine i Loara. W 2008 roku liczba ludności wynosiła 1891 mieszkańców. 
W dniu 15 grudnia 2015 roku z połączenia 10 ówczesnych gmin – Le Longeron, Montfaucon-Montigné, La Renaudière, Roussay, Saint-André-de-la-Marche, Saint-Crespin-sur-Moine, Saint-Germain-sur-Moine, Saint-Macaire-en-Mauges, Tillières oraz Torfou – utworzono nową gminę Sèvremoine. Siedzibą gminy została miejscowość Saint-Macaire-en-Mauges. 